# Raoul Gatto
Raffaele Raoul Gatto (* 8. Dezember 1930 in Catania; † 30. September 2017 in Meyrin) war ein italienischer theoretischer Physiker, der sich mit Teilchenphysik befasste.
Er war 1960 bis 1962 Professor für theoretische Physik in Cagliari und 1962 bis 1968 in Florenz, wo Gabriele Veneziano einer seiner Schüler war (Laurea-Abschluss 1965) und Guido Altarelli sein Doktorand. Er lehrte auch an den Universitäten von Rom und Padua. Er war am Lawrence Berkeley National Laboratory (Berkeley Radiation Laboratory) und später am CERN in der Theorieabteilung. Außerdem hatte er eine Professur an der Universität Genf (1976–1995).
1960 untersuchte er mit Nicola Cabibbo Experimente an Elektron-Positron Speicherringen (damals noch Zukunftsmusik). In den 1950er und 1960er Jahren untersuchte er die schwachen Zerfälle Seltsamer Teilchen. Dafür und für seine langjährige Führungsrolle in der Elementarteilchenphysik erhielt er 2003 den Premio Enrico Fermi.
1975 erhielt er den Premio Nazionale der Accademia dei Lincei aus der Hand des Präsidenten der Republik Italien.
1971 wurde er korrespondierendes Mitglied der Akademie der Wissenschaften in Turin. Er war ab 1996 Mitglied der Accademia dei Lincei und wurde 1972 Fellow der American Physical Society.
Er gehörte zum internationalen Beratungskomitee des SLAC.